# Marion County (Texas)
Das Marion County ist ein County im US-Bundesstaat Texas. Das U.S. Census Bureau hat bei der Volkszählung 2020 eine Einwohnerzahl von 9.725 ermittelt. Der Sitz der County-Verwaltung (County Seat) befindet sich in Jefferson.

## Geographie
Das County liegt im Nordosten von Texas an der Grenze zu Louisiana und etwa 10 km von der Grenze zu Arkansas. Es hat eine Fläche von 1089 Quadratkilometern, wovon 101 Quadratkilometer Wasserfläche sind. Es grenzt an folgende Countys und Parishes:
| Morris County | Cass County     |                          |
| Upshur County |                 | Caddo Parish (Louisiana) |
|               | Harrison County |                          |

## Geschichte
Das Marion County wurde am 8. Februar 1860 aus Teilen des Cass County gebildet. Benannt wurde es nach Francis Marion (1732–1795), einem General im amerikanischen Unabhängigkeitskrieg mit dem Spitznamen „Swamp Fox“ („Sumpf-Fuchs“) und Mitglied im Senat von South Carolina.

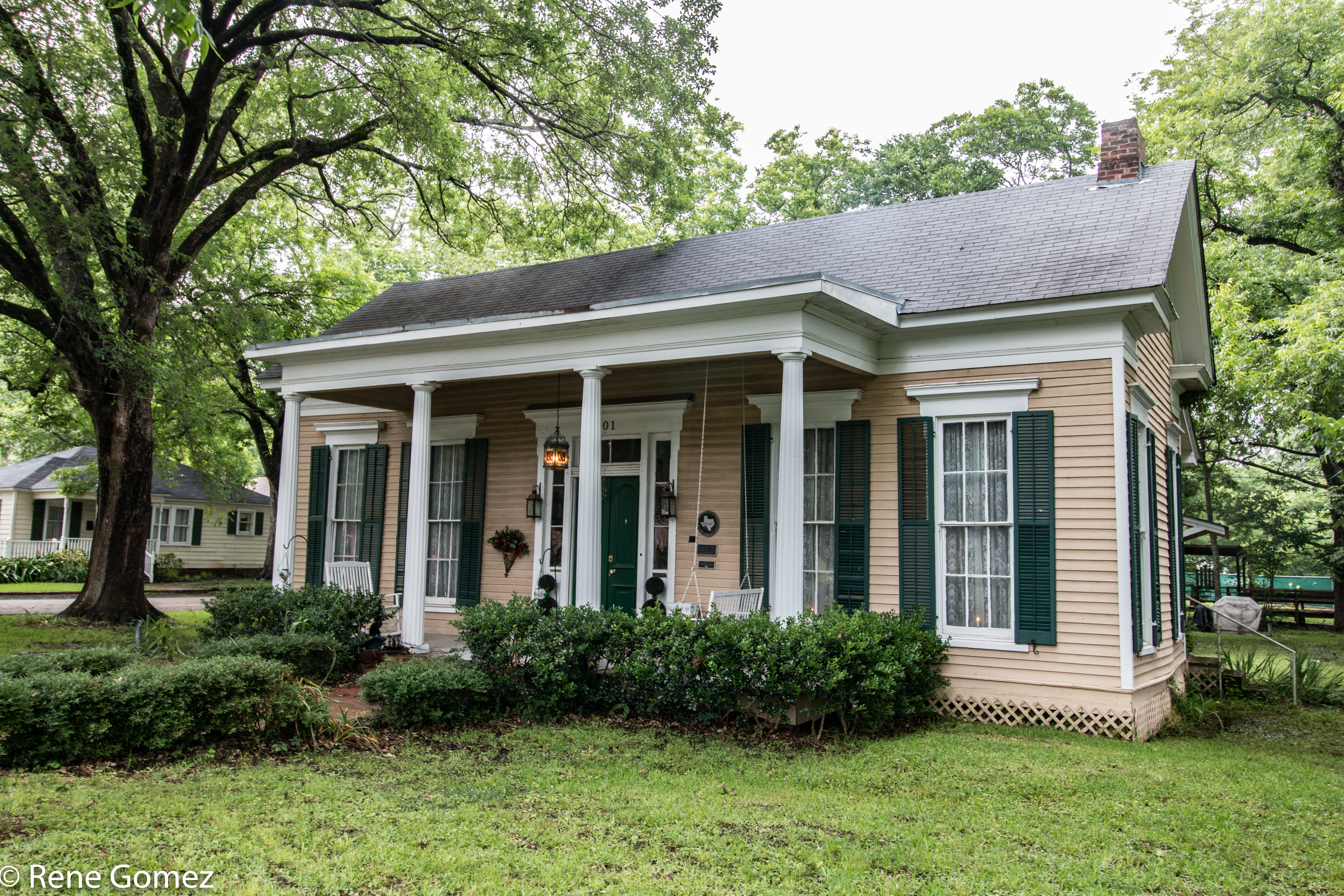
Alley-Carlson House (2017)

18 Bauwerke und Bezirke im County sind im National Register of Historic Places („Nationales Verzeichnis historischer Orte“; NRHP) eingetragen (Stand 27. November 2021), darunter das Alley-Carlson House, der Jefferson Historic District und das Old U.S. Post Office and Courts Building.

## Demografische Daten

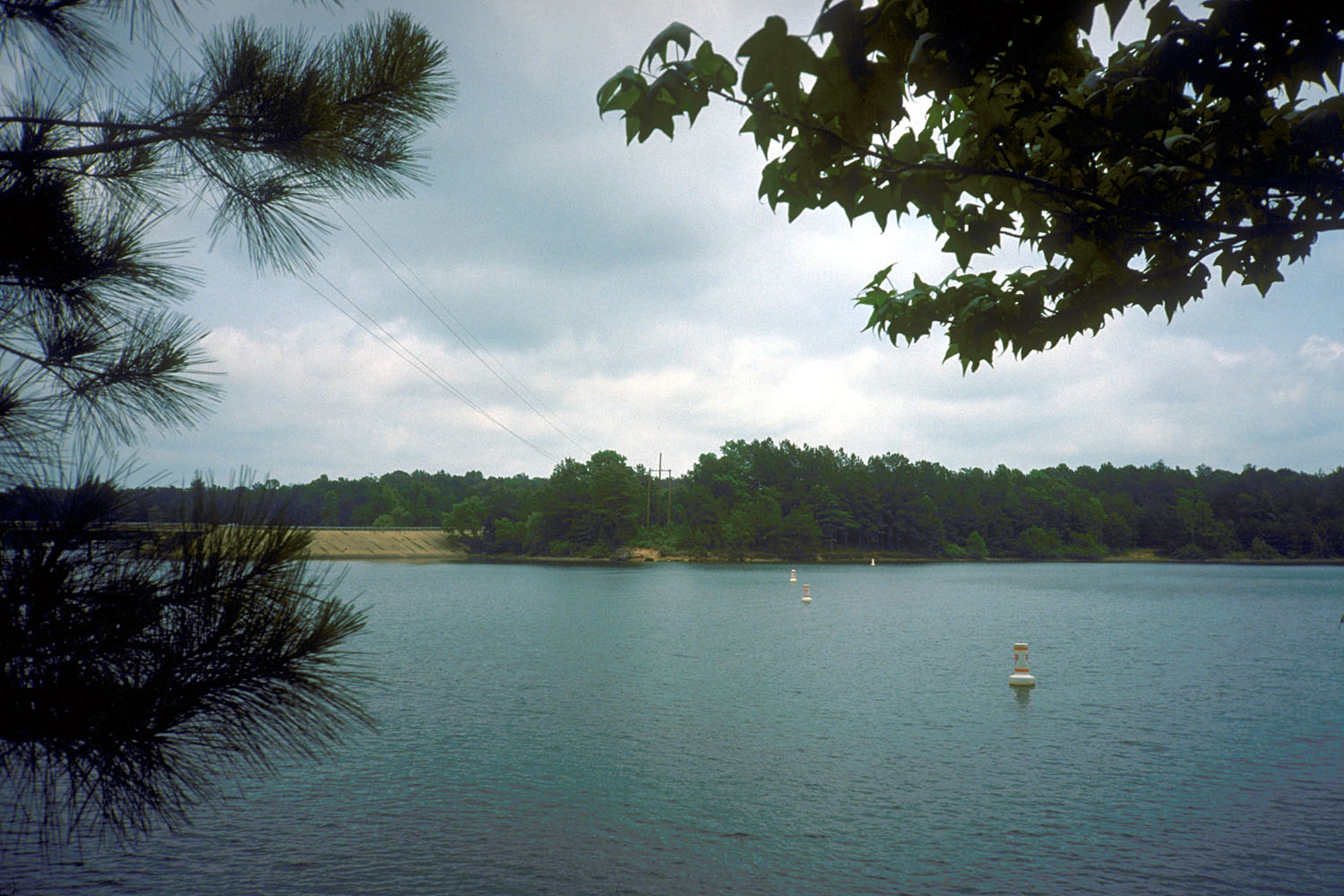
Der Lake O' the Pines, Reservoir am Big Cypress Bayou

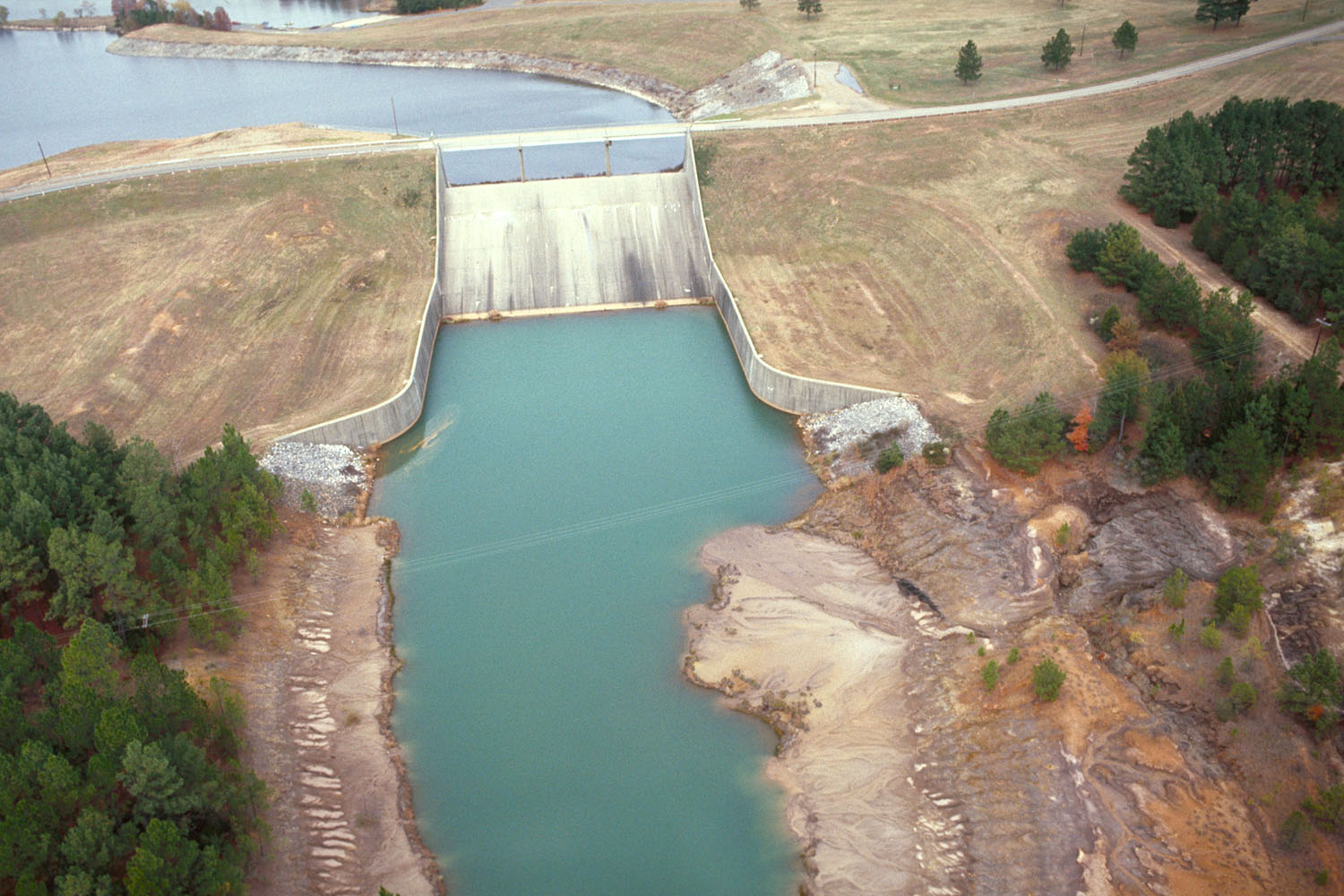
Der Ferrells Bridge Dam

Alterspyramide des Marion Countys (Stand: 2000)

Nach der Volkszählung im Jahr 2010 lebten im Marion County 10.546 Menschen in 4.989 Haushalten. Die Bevölkerungsdichte betrug 10,7 Einwohner pro Quadratkilometer.
Ethnisch betrachtet setzte sich die Bevölkerung zusammen aus 73,5 Prozent Weißen, 22,0 Prozent Afroamerikanern, 0,8 Prozent amerikanischen Ureinwohnern, 0,5 Prozent Asiaten sowie aus anderen ethnischen Gruppen; 2,1 Prozent stammten von zwei oder mehr Ethnien ab. Unabhängig von der ethnischen Zugehörigkeit waren 3,1 Prozent der Bevölkerung spanischer oder lateinamerikanischer Abstammung. In den 4.989 Haushalten lebten statistisch je 2,09 Personen.
20,0 Prozent der Bevölkerung waren unter 18 Jahre alt, 58,8 Prozent waren zwischen 18 und 64 und 21,2 Prozent waren 65 Jahre oder älter. 51,6 Prozent der Bevölkerung war weiblich.

Das jährliche Durchschnittseinkommen eines Haushalts lag bei 31.210 USD. Das Prokopfeinkommen betrug 19.082 USD. 24,6 Prozent der Einwohner lebten unterhalb der Armutsgrenze.

## Städte, Gemeinden und andere Ortschaften
| - Berea - Burford - Gethsemane - Gray - Jackson | - Jefferson - Kellyville - Lassater - Lodi - Mims Chapel | - Orrs - Prospect - Smithland - Warlock |